# Tribuna caliente
Tribuna Caliente fue un programa deportivo argentino emitido por El Nueve y producido por Torneos. El programa fue creado por Gerardo Sofovich y su primera emisión fue el 13 de septiembre de 1993 por ATC con la conducción de Julio Ricardo y Antonio Carrizo. En los comienzos del programa en el canal gubernamental se emitió los lunes en horario nocturno a las 23 en 1993 duró una hora después de El palacio de la risa, el programa humorístico de Antonio Gasalla se trasladó al año siguiente por Canal 13, en 1994 se mudó a las 22 extendiendo por dos horas finalizando a la medianoche hasta 1995. En 1996 pasó a ser emitido los domingos al mediodía por Telefe hasta 1998, Azul Televisión (1999-2001) y América TV (2001-2002). El programa cubrió los mundiales: Estados Unidos 1994, Francia 1998, Corea-Japón 2002 y las Copas América: Uruguay 1995, Bolivia 1997, Paraguay 1999. En 2018 tras 16 años sin emitirse, volvió con la conducción de Pablo Giralt en la pantalla de El Nueve.

## Conductores
- Julio Ricardo (1993-2002) - Conductor principal
- Antonio Carrizo (†) (1993-1998) - Conductor secundario
- Guillermo Nimo (†) (1993-1998) - Conductor terciario y (1999-2002) Conductor secundario
- Gerardo Sofovich (1993-1996) - Conductor suplente
- Pablo Giralt (2018) - Conductor principal

## Panelistas

### Primera Etapa
- Ernesto Cherquis Bialo 1993-2002
- Horacio García Blanco (†) 1993-1998
- Carlos Juvenal (†) 1993-1996
- Roberto Ayala (†) 1993-1998
- Antonio Rattín 1994
- José Sanfilippo 1996-2002
- Hugo Gambini 1996-1997
- Valeria Marzullo 1996-1998
- Guillermo Marconi 1999-2002
- Juan Bava 1999-2002
- Diego Fucks 1999-2002
- Elio Rossi 1997-2002
- Paulo Vilouta 1998-2002
- Aldo Proietto 1999-2002
- Toti Pasman 2001-2002

### Segunda Etapa
- Cayetano (2018)
- Claudio Husaín (2018)
- Héctor Gallo (2018)
- Daniel Cacioli (2018)
- Roberto Leto (2018)
- Ricardo Dasso (2018)
- Aldo Proietto (Febrero-Mayo 2018)
- Alejandra Martinez

## Emisión
- ATC 1993-1995
- Telefe 1996-1998
- Azul TV 1999-2001
- América TV 2001-2002
- elnueve 2018

## Temas musicales
El que se utilizó desde 1993 hasta 1995 por ATC fue el tema "Sax'y" de Thomas Kukula perteneciente a su álbum Candy Beat.
El que se utilizó entre 1996 y 1997 por Telefe tuvo segunda cortina.
El que se utilizó en 1998 por Telefe tuvo tercera cortina.
El que se utilizó desde 1999 hasta 2002 por Azul TV y América TV tuvo cuarta cortina.
El que se utilizó en 2018 por elnueve tuvo quinta cortina.

## Premios y nominaciones
- Martín Fierro 1994/2000
  - Mejor programa deportivo

- Martín Fierro 2018
  - Mejor programa deportivo

- Datos: Q6152334